# ملعب أتكو فيلد
ملعب أتكو (بالإنجليزية: ATCO Field)‏ هو ملعب كرة قدم في مدينة كالغاري بكندا ويتسع لــ 6000 متفرج يلعب فيه حاليا نادي كافالري الذي يلعب في الدوري الكندي الممتاز الذي بدأ في سنة 2019.